# Chutes de Tanougou
Les chutes ou cascades de Tanougou sont des chutes d'eau situées à Tanougou, un village du département de l'Atacora au Nord-Ouest du Bénin dans la commune de Tanguiéta. Juchées en pleine forêt, les chutes s’écoulent depuis l’Atakora, un massif montagneux qui culmine à 800 m,,,.
L'eau des chutes tombent d’une hauteur de 20 mètres (environ) et sont recueillies dans une cuvette dont la profondeur atteint les 30 mètres. Ces chutes sont les plus connues du pays et des plus visitées parce que situées dans un village qui se trouve en bordure du parc animalier de la Pendjari que visitent les touristes,,,,.

## Galerie de photos

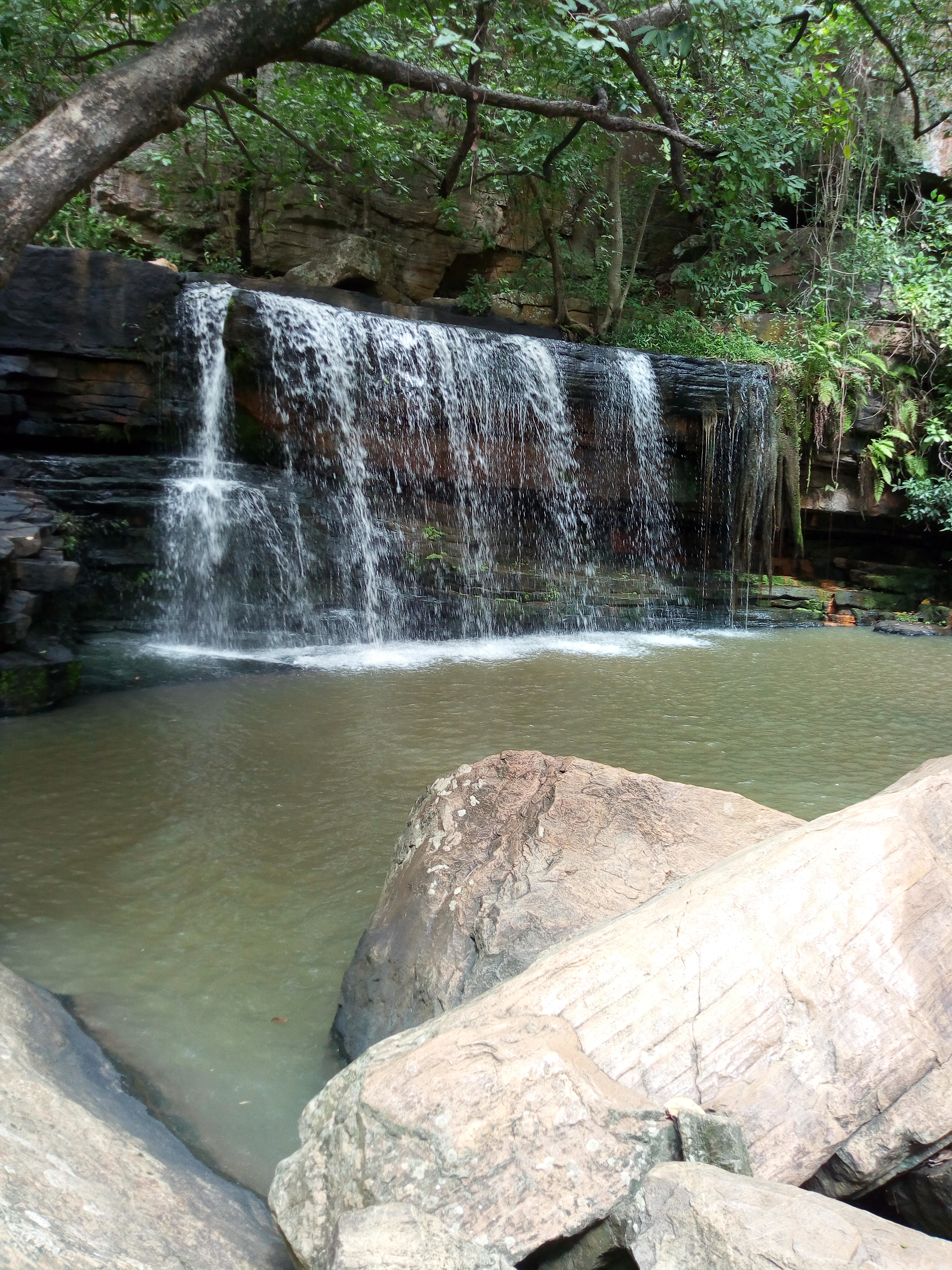
Fall of Kota (Bénin)
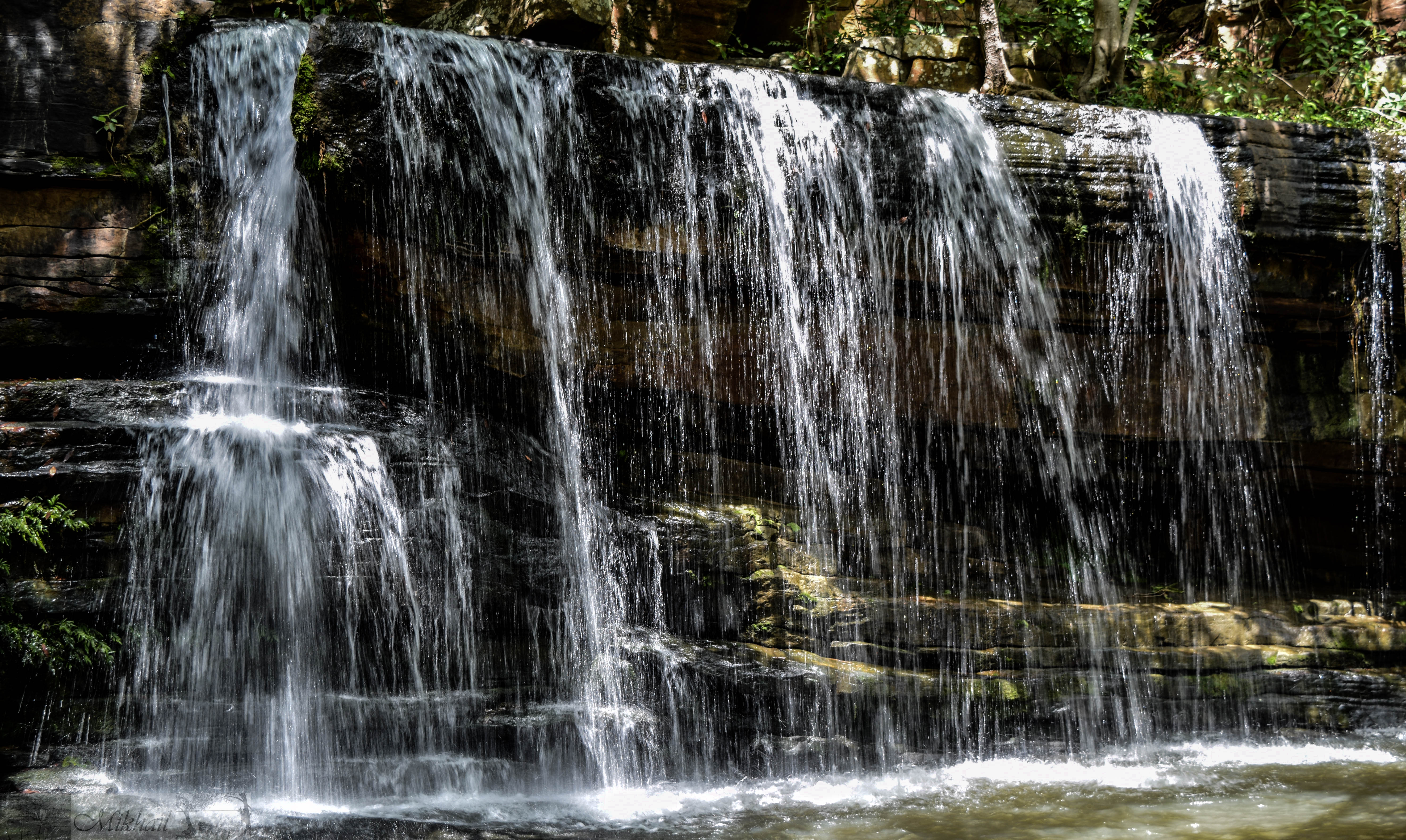
Les chutes de Tanongou
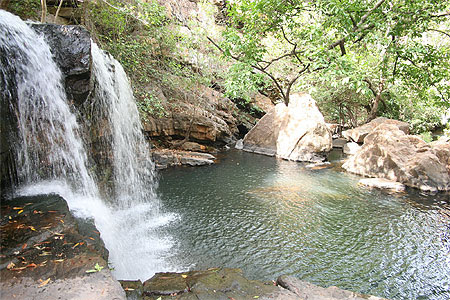
Chute d'eau